# The Sinister Man (1961)
The Sinister Man (übersetzt „Der unheimliche Mann“) ist ein britischer Kriminalfilm von Clive Donner aus dem Jahr 1961. Produziert wurde er von der Filmgesellschaft Merton Park Studios. Das Drehbuch stammt von dem Drehbuchautor Robert Banks Stewart und baut auf dem gleichnamigen Roman von Edgar Wallace auf (auf Deutsch erschienen als Turfschwindel). Der Film war Teil der ersten Hälfte der Edgar Wallace Mysteries, einer Serie von 47 Edgar-Wallace-Verfilmungen der Merton Park Studios zwischen 1960 und 1965; in Deutschland wurde er nie gezeigt.

## Handlung
Nach dem Mord an einem Oxford-Professor für Archäologie versucht Superintendent Wills die Hintergründe der Tat aufzuklären und stößt dabei auf archäologische Funde, an denen die Arbeitsgruppe am „Oriental Research Institute“ interessiert war. Er verdächtigt den orientalischen Studenten Johnny Choto. Die junge Elsa Marlowe kann allerdings ein Gespräch des Amerikaners Dr. Nelson Pollard belauschen, das diesen belastet. Er lebte einige Zeit in Korea und steht mit der koreanischen Botschaft in Kontakt, die Interesse an den Funden hat. Wills gelingt es, Pollard und den Botschafter zu überführen und diese zu verhaften.

## Kritiken
Joachim Kramp und Jürgen Wehnert zitieren in ihrem Das Edgar Wallace Lexikon von 2004 eine Kritik des Monthly Film Bulletin von 1962 zum Film. Diese verreißt den Film und bezeichnet ihn als „schwindsüchtiger Groschenroman, ohne Überraschung und Raffinesse“. Sie gesteht dem Regisseur Clive Donner „ansatzweise Schwung“ zu, betont allerdings, dass „die matte Konzeption dieser Edgar-Wallace-Fließbandproduktion“ jeden Versuch vereitle, „auch nur einen Ansatz von gutem Stil einzubringen.“

## Belege
1. ↑  
„Sinister Man, The (Film).“ In: Joachim Kramp, Jürgen Wehnert: Das Edgar Wallace Lexikon. Leben, Werk, Filme. Es ist unmöglich, von Edgar Wallace nicht gefesselt zu sein! Verlag Schwarzkopf & Schwarzkopf, Berlin 2004; S. 589. ISBN 3-89602-508-2.
2. ↑  
Kritik vom Monthly Film Bulletin vom Februar 1962, zitiert nach „Sinister Man, The (Film).“ In: Joachim Kramp, Jürgen Wehnert: Das Edgar Wallace Lexikon. Leben, Werk, Filme. Es ist unmöglich, von Edgar Wallace nicht gefesselt zu sein! Verlag Schwarzkopf & Schwarzkopf, Berlin 2004; S. 589. ISBN 3-89602-508-2.